# Тульский экзотариум
Тульский областной экзотариум — государственное учреждение культуры Тульской области, базовая лаборатория Зоологического института РАН, культурно-просветительный, учебно-воспитательный, научно-исследовательский, природоохранный центр.
Экзотариум был основан 27 сентября 1987 года и, в настоящее время, в нём собрана одна из крупнейших в мире коллекций змей, насчитывающая 497 видов и подвидов. По общему количеству видов животных тульский зоопарк занимает восьмое место среди зоопарков России и стран ближнего зарубежья.
Каждый год экзотариум посещают около 80 тысяч человек.
8 декабря 2018 года Тульский экзотариум открыл вторую экспозицию «Под пологом тропического леса».
В настоящий момент функционируют обе экспозиции.

## История
В 1987 году в Туле появился первый зоопарк, не считая зооуголка,— Тульский экзотариум, коллекция которого на тот момент состояла из 120 видов животных (рыбы, амфибии, рептилии и проч.). В 1989 году рядом с входом появилась статуя динозавра — символ специализации этого зоопарка на рептилиях. С первых дней своего существования экзотариум начал активно сотрудничать с иностранными коллегами и в 1990 году получил аккредитацию у Австралийского общества зоопарков. Коллекция экзотариума регулярно пополнялась новыми видами, а в 2000 году была признана самой крупной в мире коллекцией змей. В связи с тяжёлой финансовой ситуацией в 1996 году экзотариум был переведён с хозрасчёта на бюджетное областное финансирование. Однако это не решало главной проблемы экзотариума — ветхое старое здание, которая актуальна и в настоящее время. На данный момент площадь экспозиции составляет 253 м², здесь содержится, размножается и изучается 497 видов и подвидов животных, а посещают в год 90 000 человек. За эти годы решены многие вопросы по поводу строительства нового здания: разработан эскизный проект, на сегодняшней экспозиции создан зал будущего — «Тропический лес», определено место застройки.

### Новый экзотариум
Долгие годы у экзотариума была только одна экспозиция, расположенная в старом здании бывшего детского сада. В 2015 году властями было принято окончательное решение о размещении новой экспозиции на территории Центрального парка культуры и отдыха имени П. П. Белоусова в неиспользовавшемся здании бывшего военно-патриотического центра.
8 декабря 2018 года Тульский экзотариум открыл новую экспозицию «Под пологом тропического леса».
Здание расположено в Центральном парке культуры и отдыха г. Тулы, в бывшем помещении центра «Патриот». В двухуровневой экспозиции представлено более 100 экзотических видов животных, представителей пяти континентов — млекопитающих, рептилий, земноводных, птиц, рыб и беспозвоночных. Животные размещены в тематических вольерах в условиях, максимально приближенных к естественным, по принципу ареала. В новом здании экзотариума есть все условия для развития музейно-информационного кластера: лаборатории, выставочный зал, кабинет для работы с людьми с ограниченными возможностями и просторный лекторий.

## Научная деятельность
Успехи в разведении сотен видов рептилий со всех континентов позволили впервые в мировой практике получить потомство от десятков видов пресмыкающихся. Совместно с ведущими учёными России из Зоологического института РАН (г. Санкт-Петербург) в Туле разработали новые методики исследований спорных и малоизученных таксонов, описали 3 новых для науки вида змей, опубликовали более 100 статей в отечественных и зарубежных изданиях и две книги. С Академиями наук России и Вьетнама в течение 9 лет экзотариум принимал участие в организации и проведении международных экспедиций по изучению богатейшей фауны Вьетнама.
С 1987 года проводятся исследования фауны Тульской области.

## Экспозиция
На экспозиции экзотариума представлена лишь десятая часть коллекции — 50 видов. Среди них гигантская 135-килограммовая черепаха — самая крупная в зоопарках России, а также виды, от которых потомство получили здесь впервые в мире. Например, длинноносый кустарниковый полоз, считавшийся исчезнувшим, вновь был найден сотрудниками экзотариума во Вьетнаме, а ныне благодаря многолетнему удачному разведению в Туле он содержится и разводится во многих зоопарках мира.
Беспозвоночные:
- Бразильский розовый птицеед — Lasiodora parahybana
- Императорский скорпион — Pandinus imperator
- Гигантский танзанийский кивсяк — Archispirostreptus gigas
- Клоп-хищнец — Platymeris biguttatus
- Мадагаскарский таракан — Gromphadorhina portentosa

Рыбы:
- Канальный сомик — Bunocephalus coracoideus bicolor
- Украшенный полиптер — Polypterus ornatipinnis

Земноводные:
- Амфиума трёхпалая — Amphiuma tridactylum
- Гигантская веслоногая лягушка — Polipedates denysii
- Жаба-ага — Bufo marinus
- Водонос — Pyxicephalus adspersus
- Аксолотль — Ambistoma mexicanum

Млекопитающие:
- Макак-лапундер — Macaca nemestrinus
- Полосатый мангуст — Mungos mungo
- Полосатый скунс — Mephitis mephitis
- Енот-полоскун — Procyon lotor
- Ушастый ёж — Hemiechinus auritus
- Пятнистая генетта — Genetta tigrina
- Нутрия — Myocastor coypus
- Азиатский бурундук — Eutamias sibiricus
- Прекрасная белка Превоста — Callosciurus prevosti
- Шиншилла — Chinchilla laniger
- Мини-пиг (породы Хорст-Хофер) — Sus scrofa
- Египетская летучая собака — Rousettus aegyptiacus
- Очковый листонос — Carollia perspicillata

Птицы:
- Желтоспинный лори — Lorius garrulous
- Неясыть обыкновенная — Strix aluco
- Кубинский амазон — Amazona leucocephala
- Ошейниковый тукан — Pteroglossus torquatus
- Китайский расписной перепел — Coturnix chinensis
- Японская амадина — Lonchura domestica
- Амадина Гульда — Chloebia gouldiae
- Острохвостая травяная амадина — Poephila acuticauda

Пресмыкающиеся:
- Китайский трионикс — Pelodiscus sinensis
- Грифовая черепаха — Macroclemys temmincki
- Матамата — Chelus fimbriatus
- Красноногая (угольная) черепаха — Geochelone carbonaria
- Лучистая черепаха — Asterochelys radiata
- Сейшельская (гигантская) черепаха — Geochelone gigantea
- Тупорылый крокодил — Osteolaemus tetraspis
- Моноклевая кобра — Naja kaouthia
- Гремучник техасский — Crotalus atrox
- Западная габонская гадюка — Bitis gabonica rhinoceros
- Бушмейстер — Lachesis mutus
- Ромбический питон Чейни — Morelia cheynei
- Сетчатый питон — Python reticulatus
- Кустарниковый полоз — Rhinchophis boulengeri
- Молочная змея — Lampropeltis triangulum
- Анаконда парагвайская — Eunectes notaeus
- Бородатая агама — Pogona vitticeps
- Цепкохвостый сцинк — Corucia zebrata
- Ядозуб аризонский — Heloderma suspectum
- Водный полосатый варан — Varanus salvator
- Мадагаскарская фельзума — Phelsuma madagascariensis grandis
- Пантеровый хамелеон — Furcifer pardalis
- Обыкновенная зелёная игуана — Iguana iguana
- Плащеносная ящерица — Chlamydosaurus kingii
- Обыкновенная исполинская ящерица — Tiliqua scincoides scincoides

## Работа с посетителями
Кроме самостоятельного осмотра экспозиции или обзорной экскурсии посетителям предлагаются тематические экскурсии; занятия, основанные на контакте с животными; конкурсы; праздники; временные тематические выставки; акции, посвящённые международным кампаниям, а также разработаны различные программы и услуги для разных категорий посетителей.

## Праздники, выставки и другие мероприятия
Регулярно в экзотариуме устраиваются выставки, на которых можно увидеть редчайших животных, содержащихся и размножающихся в закрытых научных лабораториях экзотариума. Например, в 2001 году впервые прошла выставка-конкурс «Международный конкурс красоты змей», где посетители голосовали за понравившихся рептилий. Здесь проходят различные конкурсы и праздники, например, конкурс рисунков «Зоопарки спасут мир», «День змей», «День рождения экзотариума». Очень популярными среди молодёжи стали ночные мероприятия, такие как «Хэллоуин», «Святки», «День всех влюблённых». Экзотариум и его посетители принимают активное участие в международных кампаниях по сохранению исчезающих видов животных, например, в 2008 году «Год Лягушки», в 2010 — «Год европейского хищника».

Серпентина Юрьевна

## Скульптура динозавра
У входа на территорию комплекса установлена статуя тираннозавра, которая у горожан носит неофициальное название «Памятник тёще». Сами сотрудники экзотариума изначально дали ей имя Тина. Полное имя — Серпентина Юрьевна. Регулярно на праздники или по поводу мероприятий экзотариума её наряжают в различные костюмы. Например, в наряд девушки на День святого Валентина, первоклашки на 1-е сентября, в костюм крысы в канун нового 2008 года и даже в белое кимоно с чёрным поясом, когда в Тулу приезжал президент В. В. Путин (2007). При переезде экспозиции памятник предполагалось также перевезти на новое место, однако многие туляки были против, ведь медный динозавр за 30 лет стал достопримечательностью Зареченского района.